# Tranvía Azul
El Tranvía Azul (en catalán y oficialmente Tramvia Blau) es un tranvía de la parte alta de la ciudad de Barcelona gestionado por TMB, que une la estación de Avenida Tibidabo, que es cabecera de la línea L7 del Metro de Barcelona operada por FGC, con el pie del Funicular del Tibidabo.
Fue inaugurado en 1901. Posteriormente sufrió remodelaciones los años 1922 y 1958.
Hasta la inauguración del Trambaix era la única línea de tranvía que se conservó en toda Barcelona (después de que en la mayor parte de la ciudad fueran sustituidos por autobuses durante las décadas de los 1960 y 1970). Además tiene una función más bien turística, por eso no está integrado y tiene una tarifa especial.

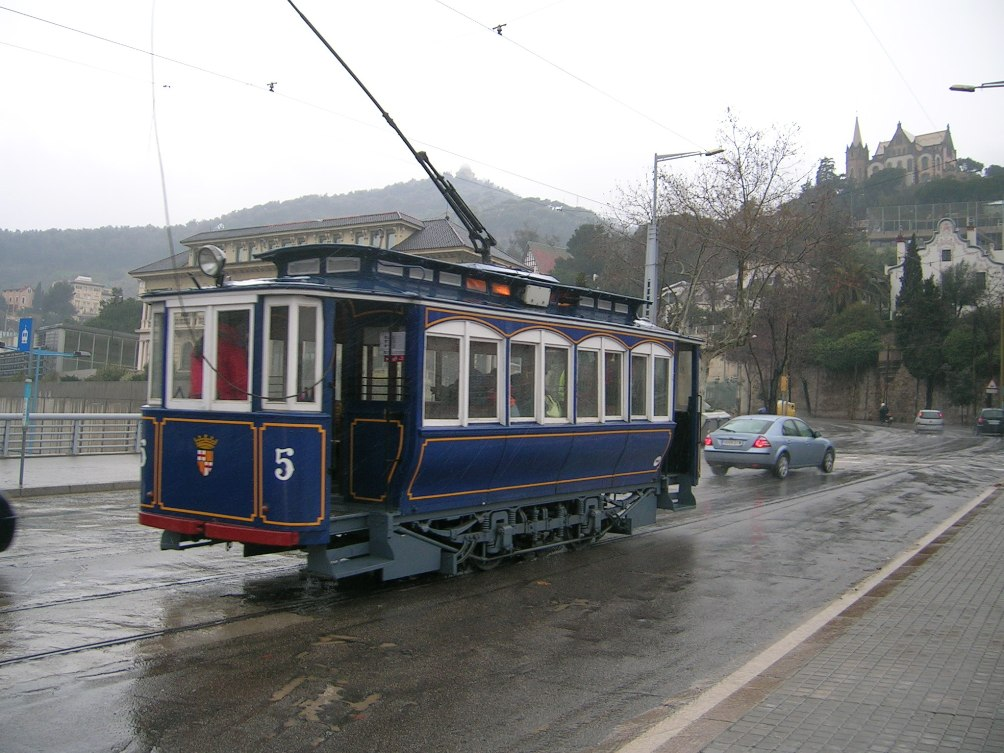
El Tranvía Azul cruzando la Ronda de Dalt.